# План Бансера
«План Бансера» — название, данное просочившемуся проекту дискредитации теологии освобождения и подавления левого инакомыслия в Римско-католической церкви. 
Носил имя президента Уго Бансера Суареса, тогдашнего военного диктатора Боливии, поскольку так называемый «План Бансера», одобренный правительствами десяти стран Латинской Америки в 1970-х годах, первоначально был сформулирован в Боливии в 1975 году. Он был разработан в сотрудничестве с Центральным разведывательным управлением США.

## Обзор
Так называемый «План Бансера», разработанный Министерством внутренних дел Боливии при поддержке ЦРУ США, был разработан в начале 1975 года и впоследствии был слит церкви возмущённым правительственным чиновником. 
Полковник Уго Бансер, тогдашний правитель Боливии, изображал себя защитником «христианской цивилизации». При этом он, как и другие крайне правые диктаторы региона, активно преследовал несогласных священнослужителей и вступал в конфронтацию с церковной иерархией в целом, если та выступала с осуждением репрессивных актов властей. В 1972 году епископальная конференция выступила с требованием предоставить амнистию политическим заключённым, в 1973 году было опубликовано сходное заявление 100 священников «Евангелие и насилие»; кардинал Маурер признавал «напряжённость» в отношениях с правительством. 
В число мишеней «Плана Бансера» входил архиепископ Ла-Паса Хорхе Манрике Уртадо, а предложенная тактика включала подбрасывание компрометируюших документов в церковные помещения, цензуру или закрытие церковных объектов и радиостанций. В сельской местности приходы подвергались рейдам силовиков, священников арестовывали и изгоняли, а иногда пытали и убивали.
План был одобрен правительствами девяти других стран Латинской Америки в 1977 году.